# Банякевич Олександр Якович
Олександр Якович Банякевич (Бонякевич) (*? Вологодська губернія - † ?) — полковник Дієвої армії УНР.

## Життєпис
Син чиновника Вологодської губернії.
Закінчив Одеське військове училище, випуск 1908 року. Служив підпоручником в 1-му Новогеоргіївському  фортечному піхотному полку. На 1 січня 1910 року - підпоручник 126-го піхотного Рильського полку. Протягом Першої Світової війни поручник 104-го піхотного Устюжського полку. 
Потрапив до німецького полону 09 грудня 1914 в боях під Болімовим. Останнє звання у російській армії — полковник.
У 1918 р. служив у складі 4-го пішого Холмського полку Армії Української Держави. З 15 лютого 1919 р. — помічник начальника та в.о. начальника 17-ї пішої дієвої дивізії Дієвої армії УНР, згодом — командир 1-го запасного куреня. На початку квітня 1919 р. був звільнений з Дієвої армії УНР через непридатність до військової служби.